# استن استنسن
استن استنسن (انگلیسی: Sten Stensen؛ زادهٔ ۱۸ دسامبر ۱۹۴۷) اسکیت‌باز سرعت اهل نروژ بود.